# Сънисайд (Юта)
Вижте пояснителната страница за други значения на Сънисайд.
Сънисайд (на английски: Sunnyside) е град в окръг Карбън, щата Юта, САЩ. Сънисайд е с население от 404 жители (2000) и обща площ от 8,1 km². Намира се на 1955 m надморска височина. ЗИП кодът му е 84539, а телефонният му код е 435.